# 2003年世界盃棒球賽
2003年世界盃棒球賽 (2003 Baseball World Cup)，是第35屆世界盃棒球賽的賽事，由古巴主辦，於2003年10月12日至10月25日，總共有15隻國家代表隊參賽，分為兩組並且取各組的前四名進行複賽。

## 參賽隊伍
| - 古巴 - 尼加拉瓜 - 中華台北 - 韓國 - 加拿大 - 義大利 - 俄羅斯 | - 日本 - 美國 - 巴拿馬 - 巴西 - 荷蘭 - 墨西哥 - 中國 - 法國 |

## 複賽
- 巴拿马5-0擊敗 尼加拉瓜
- 中華臺北 2-1擊敗 美国
- 日本2-1擊敗
- 古巴4-3擊敗 巴西

## 準決賽

### 四強賽
- 巴拿马4-1擊敗 日本
- 古巴6-3擊敗 中華臺北

### 5到8名賽
- 尼加拉瓜5-3擊敗
- 美国13-4擊敗 巴西

## 決賽
冠軍戰
- 古巴4-2擊敗 巴拿马

季軍戰
- 日本7-3擊敗 中華臺北

第五名比賽
- 美国13-2擊敗 尼加拉瓜

第七、八名比賽
- 巴西8-3擊敗